# World in Motion
"World in Motion" é uma música do grupo musical britânico New Order, lançada como single oficial para embalar a Seleção Inglesa de Futebol durante a Copa do Mundo de 1990.
Seu nome, oriundo do refrão original, seria "E Is for England", mas a FA, preocupada com supostas referências subliminares ao ecstasy (droga que começara a ganhar popularidade na época, com a ascensão da vertente acid house da música eletrônica) na expressão, vetou-o. O single chegou ao primeiro lugar das paradas britânicas, sendo uma das mais famosas músicas sobre futebol.
A música, que possui uma versão alterada da famosa narração de Kenneth Wolstenholme (refeita pelo próprio) ao final da Copa do Mundo de 1966, contou também com vocais de jogadores da Seleção Inglesa, como John Barnes e Paul Gascoigne, que participam do refrão e do coro ao final da música. Um rap incidental do próprio Barnes (que nasceu na Jamaica) precede o coro. Expressando outra preocupação da Federação Inglesa de Futebol, o hooliganismo, a letra de Barnes contém os trechos "but you must get to the line" ("mas você deve seguir na linha") e "we ain't no hooligans" ("nós não somos hooligans"). A Copa foi sediada na Itália,[carece de fontes?] e em provável referência a isso uma palavra italiana foi usada na canção, arrivederci ("adeus").
No torneio, a Inglaterra parou nas semifinais, frente à futura campeã Alemanha Ocidental, e terminou em quarto lugar. Versões remixadas seriam lançadas também para a Eurocopa 1996 (sediada na Inglaterra) e para a Copa do Mundo de 2002.[carece de fontes?]

## A narração de Kenneth Wolstenholme
Eram os instantes finais da prorrogação entre Inglaterra e Alemanha Ocidental na final do mundial de 1966. Os ingleses, que hospedavam o torneio, ganhavam por 3 x 2 e, nos últimos instantes, torcedores começaram a invadir o campo de Wembley. Wolstenholme, o locutor da BBC, narrou originalmente então que "algumas pessoas estão no campo. Elas pensam que está tudo acabado" ("Some people are on the pitch. They think it's all over!"). Na música, a primeira frase virou "Well, some of the crowd are on the pitch." ("Bem, alguns da plateia estão no campo").
Imediatamente após Wostenholme ter proferido as frases, o atacante Geoff Hurst marcou mais um gol, garantindo a vitória - e o título - por 4 x 2. Wolstenholme, rapidamente, esclareceu que "agora acabou!" ("It is now!", originalmente; "Well, it's now!", na canção). A narração, utilizada no início de "World in Motion", tornou-se célebre no Reino Unido, sendo usada também em diversas outras mídias.